# عبدو جامه
عبدو جامه (بالفرنسية: Abdou Jammeh)‏ (ولد في 13 فبراير 1986) هو لاعب كرة قدم محترف من غامبيا يلعب في سيلانجور.

## المسيرة الرياضية مع الأندية
لعب جامه سابقا مع توربيدو موسكو في دوري الدرجة الأولى الروسي. وقع مع توربيدو موسكو في أوائل عام 2008 بعد هبوط فريقه السابق تكستيلشيك تيليكوم إيفانوفو إلى الدرجة الثانية وقضى سابقا عامين في تونس مع الترجي الرياضي الجرجيسي. في سبتمبر 2011 وقع جامه مع كاظمة في الدوري الكويتي الممتاز.

## المسيرة الرياضية مع المنتخب
جامه هو أيضا عضو وقائد منتخب غامبيا حيث لعب 32 مباراة دولية.

### الأهداف الدولية
النتائج والتسجيل حسب غامبيا أولا.
| الرقم | التاريخ        | الملعب                                  | الخصم   | التسجيل | النتيجة | المنافسة                                        |
| ----- | -------------- | --------------------------------------- | ------- | ------- | ------- | ----------------------------------------------- |
| 1.    | 11 أكتوبر 2015 | ملعب الاستقلال، باكاو، غامبيا           | المغرب  | 1–0     | 1–1     | تصفيات كأس العالم 2014 – أفريقيا الدور الثاني   |
| 2.    | 20 يناير 2013  | ملعب الجنرال سيني كونتشي، نيامي، النيجر | النيجر  | 1–0     | 3–1     | ودية                                            |
| 3.    | 9 أكتوبر 2015  | ملعب الاستقلال، باكاو, غامبيا           | ناميبيا | 1–0     | 1–1     | تصفيات كأس العالم 2018 – أفريقيا المرحلة الأولى |